# Unio tumidus
Unio tumidus е вид мида от семейство Unionidae.

## Разпространение
Видът е разпространен в Австрия, Албания, Андора, Белгия, Босна и Херцеговина, България, Великобритания, Германия, Гърция, Дания, Джърси, Естония, Испания, Италия, Латвия, Литва, Люксембург, Молдова, Монако, Нидерландия, Норвегия, Полша, Португалия, Северна Македония, Румъния, Русия (Европейска част на Русия и Калининград), Словакия, Словения, Сърбия, Турция, Украйна, Унгария, Финландия, Франция, Хърватия, Черна гора, Чехия, Швейцария и Швеция.